# Italian Hits - Successi 1940-50
Italian Hits - Successi 1940-50 è una raccolta del cantante Teddy Reno pubblicata in LP nel 1975 dalla RCA Italiana.

## Tracce
Lato A
1. La barca dei sogni (Di Ceglie, Testoni)
2. A zonzo (Filippini, Morbelli)
3. Trieste mia / Te vojo ben (Viezzoli, Cicero, C. A. Rossi)
4. Silenzioso slow (Abbassa la tua radio) (D'Anzi, Bracchi)
5. 'Na voce 'na chitarra e 'o poco 'e luna (Rossi, Calise)
6. In cerca di te (Solo me ne vo per la città) (Sciorilli, Testoni)
7. Addormentarmi così (Mascheroni, Biri)

Lato B
1. Buonanotte angelo mio (Gilar, Danpa)
2. Chella 'lla (Taccani, Bertini)
3. Tu solamente tu (Galdieri, Frustaci)
4. Piccolissima serenata (Ferrio, Amurri)
5. Accarezzame / Statte vicino a me (Calvi, Nisa, Delle Grotte, Ciervo, Baratta)
6. La canzone da due soldi (Pinchi, Donida)
7. Bambina innamorata (D'Anzi Bracchi)